# شاومي إم آي 4

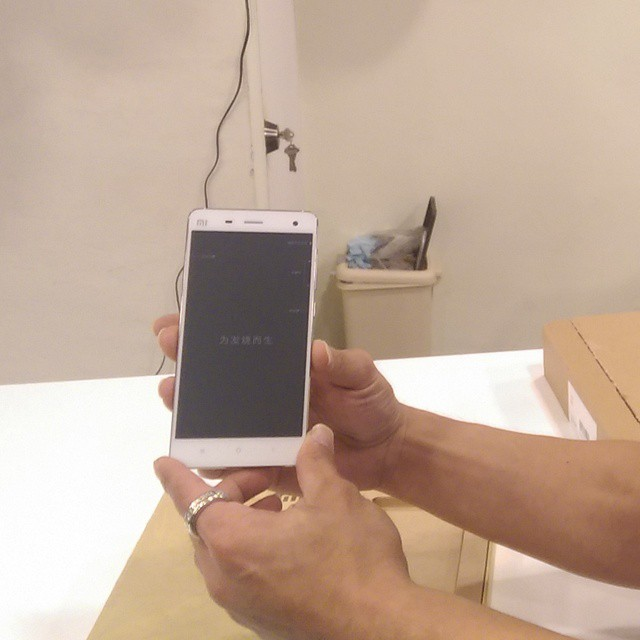
هاتف شاومي Mi 4

شاومي إم آي 4 (بالصينية: 小米 手机 4) هو هاتف ذكي تم تطويره بواسطة شركة تصنيع الإلكترونيات الصينية شاومي لخط الهواتف الذكية المتطور، وتم إصداره في أغسطس 2014. عقدت شاومي حدثًا لتقديم الهاتف الراقي رسميًا، وملحقاته الذكية التكميلية، شاومي ماي باند، خلال حدث إطلاق المنتج الجديد شاومي 2014 في 22 يوليو 2014.
على غرار مبدأ شاومي إم آي 2 إس، فإن إم آي 4 هو نسخة معدلة للغاية من سابقتها شاومي إم آي 3. الهاتف بتصميم مختلف عن سابقه. الهاتف بتصميم مختلف عن سابقه. تم إصداره أيضًا بشكل طفيف قبل إم آي يوه آي 6 الجديد ، والذي تم تقديمه في أغسطس 2014.
كان الاستقبال تجاه الجهاز إيجابيًا بشكل عام، على الرغم من أنه لا يزال هناك قدر كبير من ردود الفعل السلبية من مستخدمي آيفون من أبل بسبب تصميمه وجودته المتشابهة. أشادت بعض الشركات الإعلامية بكونها واحدة من أفضل الهواتف الذكية المتوفرة في السوق بسبب أجهزتها المتطورة التي تُباع بسعر أقل مقارنة بالهواتف الذكية المنافسة. ومع ذلك، انتقده آخرون لكونه مشابهًا جدًا لجهاز آيفون 5 إس من أبل.

## تاريخ
قبل الكشف الرسمي عنها، ركزت تكهنات وسائل الإعلام بشكل أساسي على التسريبات، بما في ذلك صور النماذج الأولية للجهاز ولقطات شاشة إم آي يوه آي 6، ثبت فيما بعد أن هذه التسريبات مزيفة.
أعلنت شاومي عن إم آي 4 وماي باند خلال حدث إعلامي في مركز مؤتمرات الحديقة الأولمبية في 22 يوليو 2014. بينما تم الإعلان عن الجهاز في يوليو 2014، لم يصبح متاحًا حتى أغسطس 2014، قبل وقت قصير من الكشف عن إم آي يوه آي 6.
في أغسطس 2014، تم إصدار إم آي 4 في الصين ثم إلى دول أخرى. تعمل شاومي في قائمة محدودة، ولكنها موسعة، من البلدان والمستهلكين خارج البلدان التي تعمل فيها يتعين عليهم شرائها عبر الإنترنت.

## ميزات

### نظام التشغيل والبرمجيات
يأتي هاتف شاومي إم آي 4 مزودًا بإم آي يوه آي في 5 (قابل للترقية إلى إم آي يوه آي في 10)، وهو البديل من شاومي لنظام التشغيل أندرويد. تعتمد واجهة مستخدم إم آي يوه آي على مفهوم المعالجة المباشرة، باستخدام إيماءات اللمس المتعدد. تتكون عناصر التحكم في الواجهة من منزلقات ومفاتيح وأزرار. يتضمن التفاعل مع نظام التشغيل إيماءات مثل التمرير السريع والنقر والقرص والقرص العكسي، وكلها لها تعريفات محددة في سياق نظام التشغيل أندرويد وواجهة اللمس المتعدد. تستخدم بعض التطبيقات مقاييس التسارع الداخلية للاستجابة لحركة الجهاز مثل تدويره عموديًا (إحدى النتائج الشائعة هي التبديل من الوضع الرأسي إلى الوضع الأفقي). يشتمل الجهاز على تطبيق محدث يسمح له بتحديث نظام التشغيل الخاص به إلى أحدث إصدار من إم آي يوه آي المتاح له.

### منفذ ذاكرة القراءة فقط لنظام التشغيل ويندوز 10
في مارس 2015، أُعلن أن المستخدمين المسجلين المختارين لأجهزة إم آي 4 في الصين سيحصلون على منفذ ذاكرة للقراءة فقط لنظام التشغيل ويندوز 10 موبايل كشراكة تجريبية بين شاومي ومايكروسوفت. تم إصدار تنزيل ذاكرة للقراءة فقط فلاش لهؤلاء المستخدمين في يونيو 2015، والذين يمكنهم بعد ذلك اختبار البرنامج على أجهزتهم وتقديم ملاحظات إلى كل من مايكروسوفت وشاومي.

### تصميم
يحتوي الجهاز على شاشة تعمل باللمس شارب/JDI OGS مقاس 5 بوصات (12.7 سم)، بدقة شاشة 1080×1920 بكثافة بكسل تبلغ 441 نقطة في البوصة. زر الصفحة الرئيسية الخاص به مشابه لسلفه وهو يعتمد بشكل أساسي على اللمس مع ردود فعل لمسية قابلة للتعديل. يزن الهاتف نفسه 149 جرامًا (5.26 أونصة) ويستخدم إطارًا من الفولاذ المقاوم للصدأ. الجهاز متوفر حاليا بثلاثة ألوان هي الأسود والأبيض والذهبي الوردي.

### المعدات
يتم تشغيل شاومي إم آي 4 بواسطة مجموعة شرائح كوالكوم سناب دراغون 801 (MSM8974-AC)، والتي جعلته في وقت من الأوقات أسرع هاتف ذكي يعمل بنظام أندروبد حتى الآن وفقًا لتطبيق أنتوتو القياسي. معالجها رباعي النواة 2.5 جيجا هرتز كريت 400 وبطاقة الرسوميات أدرينو 330. يتضمن الهاتف بطارية بسعة 3080 مللي أمبير، والتي توفر 280 ساعة في وضع الاستعداد. يأتي بكاميرا أساسية بدقة 13 ميجابكسل وكاميرا ثانوية بدقة 8 ميجابكسل. أصدرت شاومي أيضًا نموذجًا آخر من إم آي 4 مع 64 جيجابايت من الذاكرة الداخلية.

### مكملات
تم الإعلان عن شاومي إم آي 4 بملحق ذكي تكميلي بقيمة 12 دولارًا أمريكيًا يُعرف باسم شاومي إم آي باند وهو عبارة عن إنذار ذكي لدورة النوم ومراقب للياقة البدنية ومتعقب للنوم وفتح الهاتف الذكي عن بُعد. يأتي في نطاقات مختلفة قابلة للتبديل وبطارية سعتها 30 يومًا.

## التوافق مع السيانوجين والتمهيد المزدوج
الهاتف متوافق مع سيانوجين مود ويدعم الإقلاع المزدوج الحقيقي.